# بياض دقيقي
البياض الدقيقي، (بالإنجليزية: Powdery mildew)‏، مرض فطري يعتبر من أخطر الأمراض التي تصيب العديد من المحاصيل الزراعية مثل الحنطة والشعير والعنب و محاصيل الفصيلة القرعية مثل الخيار والكوسا. تصاب المحاصيل المختلفة بسلالات مختلفة من الفطريات من رتبة (بالإنجليزية: Erysiphales)‏. يسهل تمييز هذا المرض نتيجة أعراضه الواضحة الشبيهة بالدقيق الأبيض.
ينمو البياض الدقيقي جيدًا في البيئات ذات الرطوبة العالية ودرجات الحرارة المعتدلة. توفر البيوت المحمية (Greenhouses) بيئة رطبة ومعتدلة مثالية لانتشار المرض، هذا يسبب ضررًا للممارسات الزراعية والبستانية حيث قد يزدهر البياض الدقيقي في ظل البيوت المحمية. في بيئة زراعية أو بستانية، يمكن السيطرة على العامل الممرض باستخدام الطرق الكيميائية والطرق العضوية الحيوية والمقاومة الوراثية. من المهم أن تكون على دراية بالبياض الدقيقي وإدارته لأن المرض الناتج يمكن أن يقلل بشكل كبير من دخل المحاصيل الهامة. 

## التكاثر
يمكن أن تتكاثر فطريات البياض الدقيقي فقط على مُضيف الخلية الحية وتتكاثر جنسيًا ولاجنسيًا. يحدث التكاثر الجنسي عن طريق الثمرة الزقية، حيث يُعاد تجميع المادة الجينية. يجب أن تتكيف فطريات البياض الدقيقي مع مضيفيها لتتمكن من إصابتها. داخل كل ثمرة زقية هناك عدة زقاق.
في ظل الظروف المثلى، تنضج الأبواغ الزقية وتُطلَق لبدء عدوى جديدة. تختلف الشروط اللازمة لنضج البوغ بين الأنواع. التكاثر اللاجنسي هو المكان الذي تتطابق فيه الفطريات الأم مع النسل وراثيًا.
إن نسل فطريات البياض الدقيقي من أنواع القمح والشعير أكثر نجاحًا في التكاثر اللاجنسي مقارنة بنظرائهم في التكاثر الجنسي. 

## البياض الدقيقي على الحنطة والشعير
يفضل الفطر الظروف الباردة الرطبة ويمكن له البيات في الشتاء على بقايا محصول الحنطة أو الشعير ويدعى الفطر المسبب لهذا المرض (باللاتينية: Blumeria graminis).

## البياض الدقيقي على البقوليات
البقوليات، مثل فول الصويا، تتأثر بالميكروبيرا ديفيسا (Microsphaera diffusa). 

## البياض الدقيقي على العنب

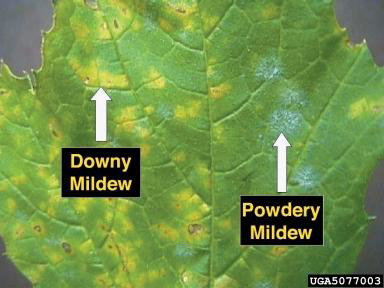
إصابة أوراق العنب بالبياض الدقيقي (يمين) و البياض الزغبي (يسار)

يشكل البياض الدقيقي مع البياض الزغبي أخطر أمراض العنب، إلا أن البياض الدقيقي يعد أكثر خطورة في إتلاف الثمار. تشتد خطورة البياض الزغبي في المناطق الرطبة بينما ينتشر البياض الدقيقي في المناطق الرطبة أو الجافة.
أغلب أصناف العنب قابلة للإصابة الشديدة بهذا المرض وذلك لتأخر نضجها إلى الوقت الذي تكون فيه حرارة الجو ورطوبته ملائمتين للإصابة، ولذلك عادة ما تنجو الأصناف المبكرة النضج من الإصابة لنضجها قبل أن تتوفر الظروف الملائمة للعدوى.

### أسباب الإصابة
ينمو عفن البياض الدقيقي في ظروف رطوبة تزيد عن 75% ودرجات حرارة تتراوح بين 20-28 درجة مئوية، ويزدهر هذا المرض خاصة في الربيع والصيف، والأصناف الأوروبية من العنب تكون أكثر عرضة للإصابة بالمرض. 
وتنجو الأصناف المبكرة النضج من الإصابة بسبب نضجها السريع قبل توافر الظروف المناسبة للعدوى، بينما تتضرر الأصناف المتأخرة النضج بسبب طول تعرضها للظروف الملائمة للمرض.

### الأعراض
تظهر أعراض الإصابة بهذا المرض على جميع أجزاء النبات الموجودة فوق سطح الأرض (الأوراق والأغصان الغضة والأزهار والثمار) في مختلف أطوار تكوينها.

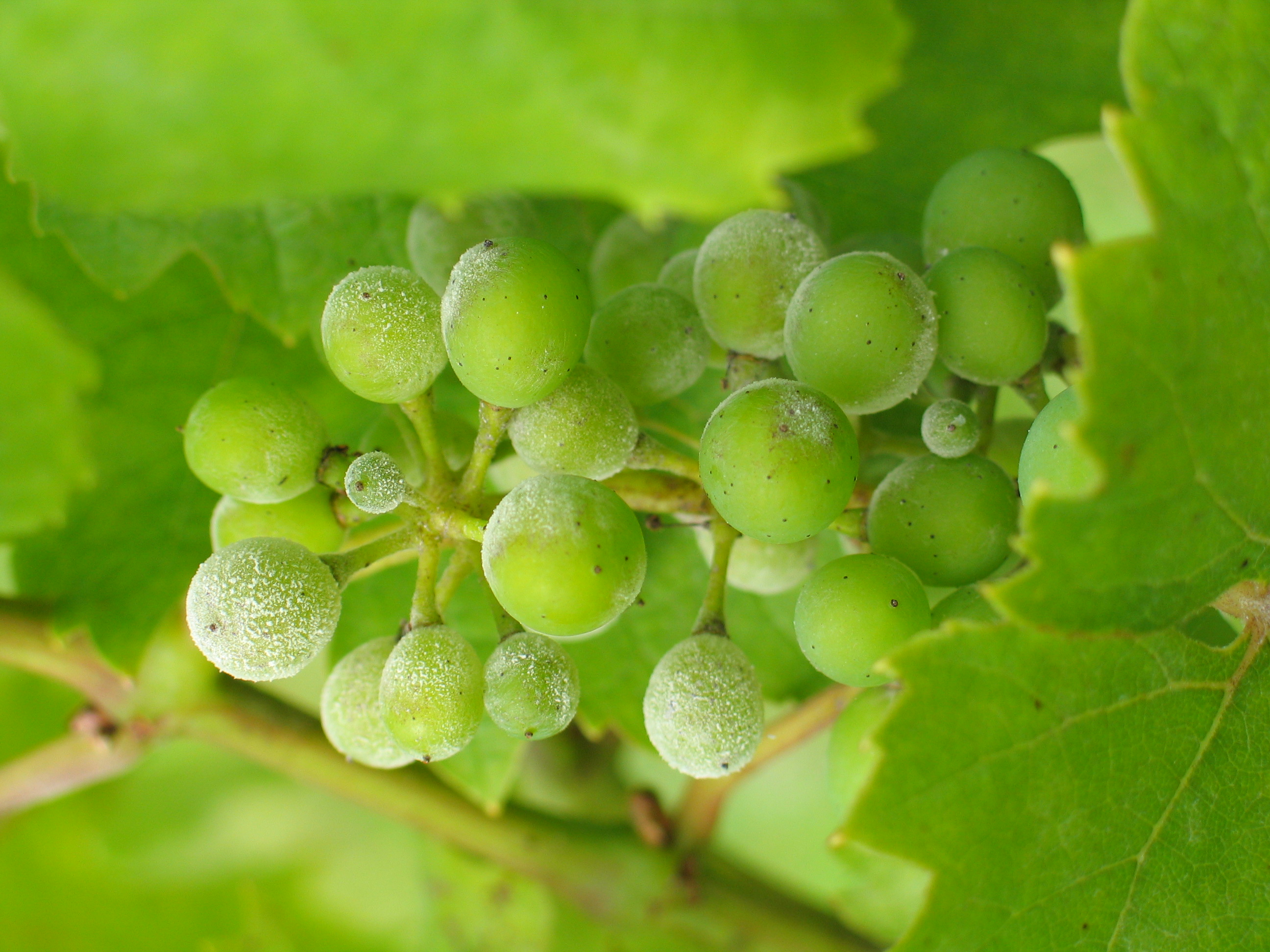
بياض دقيقي على العنب

### الأعراض على الأوراق
تظهر على الأوراق بقع بيضاء رمادية دقيقة المظهر على السطح العلوي أو السفلي أو كلا السطحين معاً ولكنها تكون أكثر وضوحاً على السطح العلوي. وتمتد هذه البقع في الظروف الملائمة أثناء الجو الحار الجاف وبتقدم الإصابة يأخذ لون الأنسجة المصابة بالتحول إلى البني نتيجة لموت الأنسجة حتى يعم سطح الورقة كلها، وتميل الأوراق في حالة الإصابة الشديدة للالتواء إلى أعلى وينتهى الأمر بذبول الأوراق وجفافها وتساقطها.

### إصابة الأزهار والثمار
تؤدي الإصابة لذبول العناقيد الزهرية وانخفاض نسبة عقد الثمار. إصابة الثمار عند بدء تكوينها تؤدي إلى توقف نموها وتغطيتها بطبقة بيضاء رمادية، أما إذا أصيبت الثمار وهي في طور متقدم فإنها تنمو نمواً غير منتظماً وتجف وتأخذ لوناً غير طبيعي (بني فأسود) وكثيراً ما تتشقق ولا تنضج. عند اشتداد الإصابة، تنبعث من المناطق المصابة رائحة كريهة تشبه رائحة السمك الفاسد وذلك نتيجة تحلل الميسيليوم البروتيني.
تمثل درجة رطوبة عالية 80% ودرجة حرارة 25 ْ م الظروف الملائمة لحدوث الإصابة.

## البياض الدقيقي على القرع والبطيخ

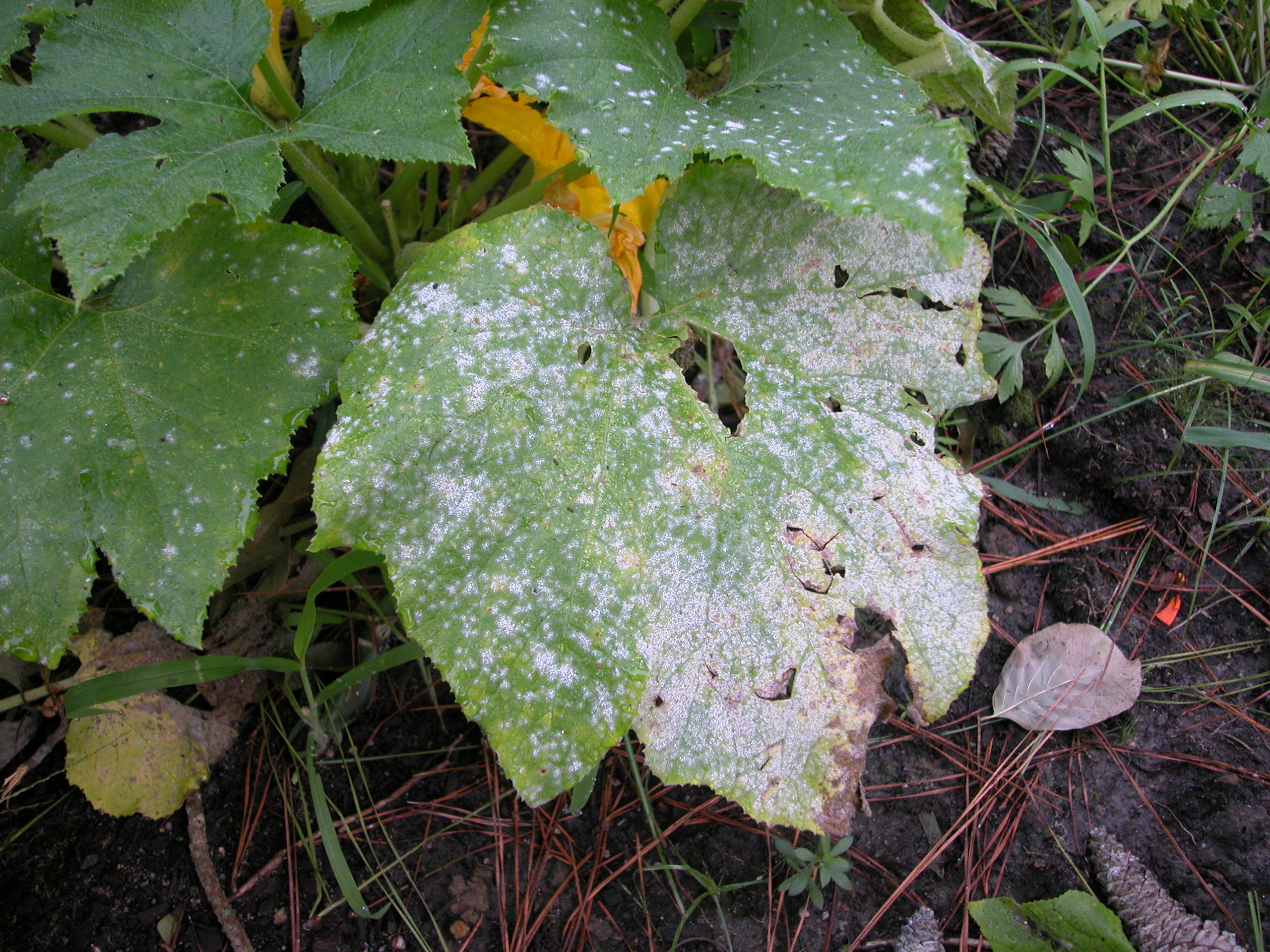
البياض الدقيقي للقرعيات

يمكن أن تسبب أنواع متعددة من الفطريات البياض الدقيقي للقرعيات، الخيار والقرعيات (بما في ذلك اليقطين) واللوف والبطيخ.
منذ عام 1925، شارك إنتاج الشمام التجاري في «سباق تسلُّح (arms race)» بيولوجي ضد البياض الدقيقي للقرع الناجم عن فطر (Podosphaera xanthii) مع تطوير أصناف جديدة من البطيخ لمقاومة الأعراق من الفطريات المتتالية، والتي حُدِّدَت ببساطة على أنها العِرق 1، والعِرق 2، وما إلى ذلك. سبعة في المجموع بحلول عام 2004 للعرقيات موجودة في جميع أنحاء العالم، والعرق (N1) إلى (N4) لبعض الأجناس المتباينة الأصلية في اليابان. حصل التعرف على الأصناف الفرعية المختلفة، وأعطيت أسماء مثل العرق (.2U.S) والعرق (3.5) والعرق (4.5)، اكتُشِف عِرق جديد (S) في عام 2003، ووُجِد صنف معين من البطيخ ('C. melo var. acidulus 'PI 313970) مقاومًا له، ثم استخدم في التهجين العكسي (Backcrossing) لزيادة المقاومة في الأصناف الأخرى. مثل هذا الاستيلاد الانتقائي الحديث للنباتات من أجل المقاومة المرضية النباتية لأجناس فطرية معينة ينطوي على قدر كبير من البحث الجيني؛ تضمنت حالة (PI 313970) هذه مقابل العرق (S) تهجينًا متعدد المراحل لنشر جين متنحي، (pm-S) في الأجيال المتعاقبة، وكيف يمكن أن يؤثر ذلك على الجينات المتنحية والمشتركة الأخرى لمقاومة الأعراق الأخرى من فطر (Podosphaera xanthii). 
خلصت مراجعة الإنتاج الفكري لعام 2004 بشأن أعراق البياض الدقيقي (Powdery mildew races) التي تتطفل على نباتات القرع المختلفة إلى أن تحديد العِرق مهم للبحث الأساسي وهو مهم بشكل خاص لصناعة البذور التجارية، الأمر الذي يتطلب الدقة في الإعلان عن نوع ومستوى المقاومة في منتجاتها. ومع ذلك، كان يُنظر إلى تحديد أعراق معينة على أنه قليل الفائدة في البستنة لاختيار أصناف معينة، بسبب السرعة التي يمكن أن تتغير بها مجموعة مسببات الأمراض المحلية جغرافياً وموسمياً وحسب النبات المضيف. 
يمكن أن تسبب ثلاثة أنواع أخرى (على الأقل) من فطريات (Erysiphaceae) البياض الدقيقي في القرعيات: الأكثر شيوعًا، بعد (Podosphaera xanthii)، هو (Erysiphe cichoracearum)، وهو الكائن المسبب الرئيسي السابق في معظم أنحاء العالم. (Podosphaera fusca) هو نوع آخر، يُعتبر أحيانًا مرادفًا لـ (Podosphaera xanthii)، أُبلِغ أيضًا عن أن الخيار في البيئات الدفيئة المسببة للاحتباس الحراري يكون عرضة للإصابة بـ (Leveillula taurica). 

## البياض الدقيقي على أوراق الشجر
(Sawadaea tulasnei) هو فطر يسبب البياض الدقيقي على أوراق الشجر. يهاجم هذا الفطر أوراق نبات القيقب الدلبي في أمريكا الشمالية وبريطانيا وأيرلندا، وأيضًا نبات القيقب الكفي (المعروف أيضًا باسم القيقب الياباني أو القيقب الياباني الأملس). 

## السيطرة على المرض
في البيئة الزراعية، يمكن السيطرة على العامل الممرض باستخدام الطرق الكيميائية والمقاومة الوراثية وأساليب الزراعة الدقيقة.

### التحكم الكيميائي التقليدي
يعتبر استخدام مبيدات الفطريات القياسية طريقة فعالة للسيطرة على مرض البياض الدقيقي على النباتات. يُنصح ببدء برامج رش مبيدات الفطريات التقليدية عند ملاحظة أعراض وعلامات البياض الدقيقي لأول مرة. يجب استخدام هذه المبيدات بشكل منتظم للحصول على أفضل النتائج ضد المرض. يمكن استخدام (Triadimefon) و بروبيكونازول، ومن الممكن أيضًا استخدام هيكساكونازول ومايكلوبوتانيل وبينكونازول. 

### الوقاية
فيما يلي نصائح لحماية النباتات من الإصابة بمرض البياض الدقيقي:
- اختيار أصناف النباتات التي تقاوم هذا المرض.
- زراعة النباتات في مناطق مشمسة.
- اختيار السماد بناءً على نتائج اختبار التربة.
- ترك مسافة تباعد جيدة بين النباتات؛ ليحصل كل منها على التهوية الكافية.
- فحص عدة أوراق للنباتات الناضجة للتأكد من عدم إصابتها بالمرض.
- إزالة الأعشاب الضارة.
- تجنب الإفراط في استخدام النيتروجين. [21][22]

## وصلات خارجية
- مرض البياض الدقيقي على القرعيات ومقاومته